# Mindhunter (tv-serie)
Mindhunter  er en drama-tv-serie produceret af David Fincher og Charlize Theron, der debuterede på Netflix den 13. oktober 2017. Den er baseret på den sande kriminalbog Mind Hunter: Inside The FBI's Elite Serial Crime Unit skrevet af Mark Olshaker og John E. Douglas, og tilpasset til Netflix af Joe Penhall. Mindhunter er allerede blevet fornyet til en anden sæson.

## Medvirkende
- Jonathan Groff som Holden Ford,[4] special agent i FBI's Behavioral Science Unit; baseret på John E. Douglas[5]
- Holt McCallany som Bill Tench,[6] en special agent i FBI's Behavioral Science Unit; baseret på Robert K. Ressler[5][7]
- Anna Torv som Wendy Carr,[8] en psykolog; baseret på Dr. Ann Wolbert Burgess[7]
- Hannah Gross som Debbie[9]
- Cotter Smith som Shepard, unit chief of the FBI National Training Academy
- Stacey Roca som Nancy Tench, Bill's wife
- Joe Tuttle som Detective Greg Smith
- Alex Morf som Detective Mark Ocasek
- Duke Lafoon som Detective Gordon Chambers
- Peter Murnik som Detective Roy Carver
- Sonny Valicenti som Dennis Rader
- Cameron Britton som Edmund Emil Kemper III
- Happy Anderson som Jerry Brudos